# Гранвилл (тауншип, Миннесота)
Гранвилл (англ. Granville) — тауншип в округе Китсон, Миннесота, США. На 2000 год его население составило 104 человека.

## География
По данным Бюро переписи населения США площадь тауншипа составляет 89,4 км², из которых 89,4 км² занимает суша, a вода составляет 0,03 %.

## Демография
По данным переписи населения 2000 года здесь находились 104 человека, 39 домохозяйств и 31 семья. Плотность населения —  1,2 чел./км². На территории тауншипа расположено 44 постройки со средней плотностью 0,5 построек на один квадратный километр. Расовый состав населения: 97,12 % белых, 1,92 % азиатов и 0,96 % приходится на две или более других рас. Испанцы или латиноамериканцы любой расы составляли 0,96 % от популяции тауншипа.
Из 39 домохозяйств в 33,3 % воспитывались дети до 18 лет, в 76,9 % проживали супружеские пары, в 2,6 % проживали незамужние женщины и в 20,5 % домохозяйств проживали несемейные люди. 20,5 % домохозяйств состояли из одного человека, при том 12,8 % из — одиноких пожилых людей старше 65 лет. Средний размер домохозяйства — 2,67, а семьи — 3,06 человека.
24,0 % населения — младше 18 лет, 4,8 % — в возрасте от 18 до 24 лет, 26,9 % — от 25 до 44, 25,0 % — от 45 до 64, и 19,2 % — старше 65 лет. Средний возраст — 40 лет. На каждые 100 женщин приходилось 100,0 мужчин. На каждые 100 женщин старше 18 приходилось 92,7 мужчин.
Средний годовой доход домохозяйства составлял 42 292 доллара, а средний годовой доход семьи —  42 292 доллара. Средний доход мужчин —  34 375  долларов, в то время как у женщин — 17 500. Доход на душу населения составил 16 403 доллара. За чертой бедности находились 12,1 % семей и 13,9 % всего населения тауншипа, из которых 28,6 % младше 18 лет.